# Alfornelos
Alfornelos era una freguesia portuguesa del municipio de Amadora, distrito de Lisboa.

## Geografía
Alfornelos está rodeada por dos colinas, una en la parte de naciente (del lado de Pontinha), que pertenece al municipio de Odivelas), y del otro por la colina del noroeste, donde se encuentra Brandoa. Otro nombre por el que es conocida esta freguesia es Colina do Sol, un nombre proporcionado por el urbanizador. Se encuentra en el área limítrofe del municipio de Amadora, con una carretera cerca de municipio de Loures, y dispone de un acceso principal a partir de Lisboa, donde fueron construidas varias rotondas, en la designada Estrada da Correia. Del lado norte ya tiene acceso a la autopista A36 o CRIL (Circular Regional Interna de Lisboa) que fue cortado, debido a la vulnerabilidad de bloqueo del tráfico en el interior de esta freguesia.
Se puede vislumbrar una precaria aglomeración de casas en una de las colinas, situación urbanística que se encuentra en vías de resolución.

## Historia
Según la página de la freguesia : 

La aparición de lo que sería el primer núcleo urbano de Afornelos comenzó probablemente a comienzos del siglo XIX con el nombre de Casal de Alfornel, con la substitución de las quintas y terrenos de cultivo de la zona por casas para la población. Su implantación en el mundo rural, curiosamente está ligada al origen del nombre del lugar, que procede de la expresión árabe Al-Forner, que significa "hornero" -el que cuece el pan.

La freguesia fue creada el 12 de julio de 1997 por desanexión de la vecina freguesia de Brandoa.
Fue suprimida el 28 de enero  de 2013, en aplicación de una resolución de la Asamblea de la República portuguesa promulgada el 16 de enero de 2013 al pasar a formar parte de la freguesia de Encosta do Sol.

## Economía
Alfornelos era fundamentalmente una ciudad dormitorio, debido a su proximidad a la capital de Portugal, Lisboa.
La mayor parte de los edificios está constituida por edificios de 9,10 y 12 pisos y una minoría de edificios más antiguos de 4 y 5 pisos. Muchas viviendas han sido construidas sin autorización legal o se encuentran envueltas en procesos judiciales.
Posee extensas zonas comerciales en las calles principales, un centro comercial y algunos cafés y pequeñas tiendas.
El Centro Social Parroquial y su respectiva iglesia destacan en el centro de esta freguesia.